# Hiroshi Mori (Astronom)
Hiroshi Mori (jap. 森 弘, Mori Hiroshi; * 1. Juni 1958 in Wada, Gyōda, Präfektur Saitama) ist ein japanischer Amateurastronom und Asteroidenentdecker.
Er arbeitet am Observatorium in Yorii (IAU-Code 875), wo er, zusammen mit Masaru Arai, seit 1988 insgesamt 45 Asteroiden entdeckte.
Er ist verheiratet, hat zwei Kinder und arbeitet für einen Hersteller optischer Instrumente.
Der Asteroid (19190) Morihiroshi wurde nach ihm benannt.